# ماريا تيلكس
ماريا تيلكس (بالمجرية: Telkes Mária)‏ (و. 1900 – 1995 م) هي كيميائية، من المجر، ولدت في بودابست، توفيت في بودابست، عن عمر يناهز 95 عاماً.

## جوائز
حصلت على جوائز منها:
- القاعة الوطنية للمخترعين المشاهير.